# Latty (Ohio)
Pour les articles homonymes, voir Latty.
Latty est un village américain situé dans le comté de Paulding, dans l'Ohio. Selon le recensement de 2010, sa population est de 193 habitants.